# 柏戶剛

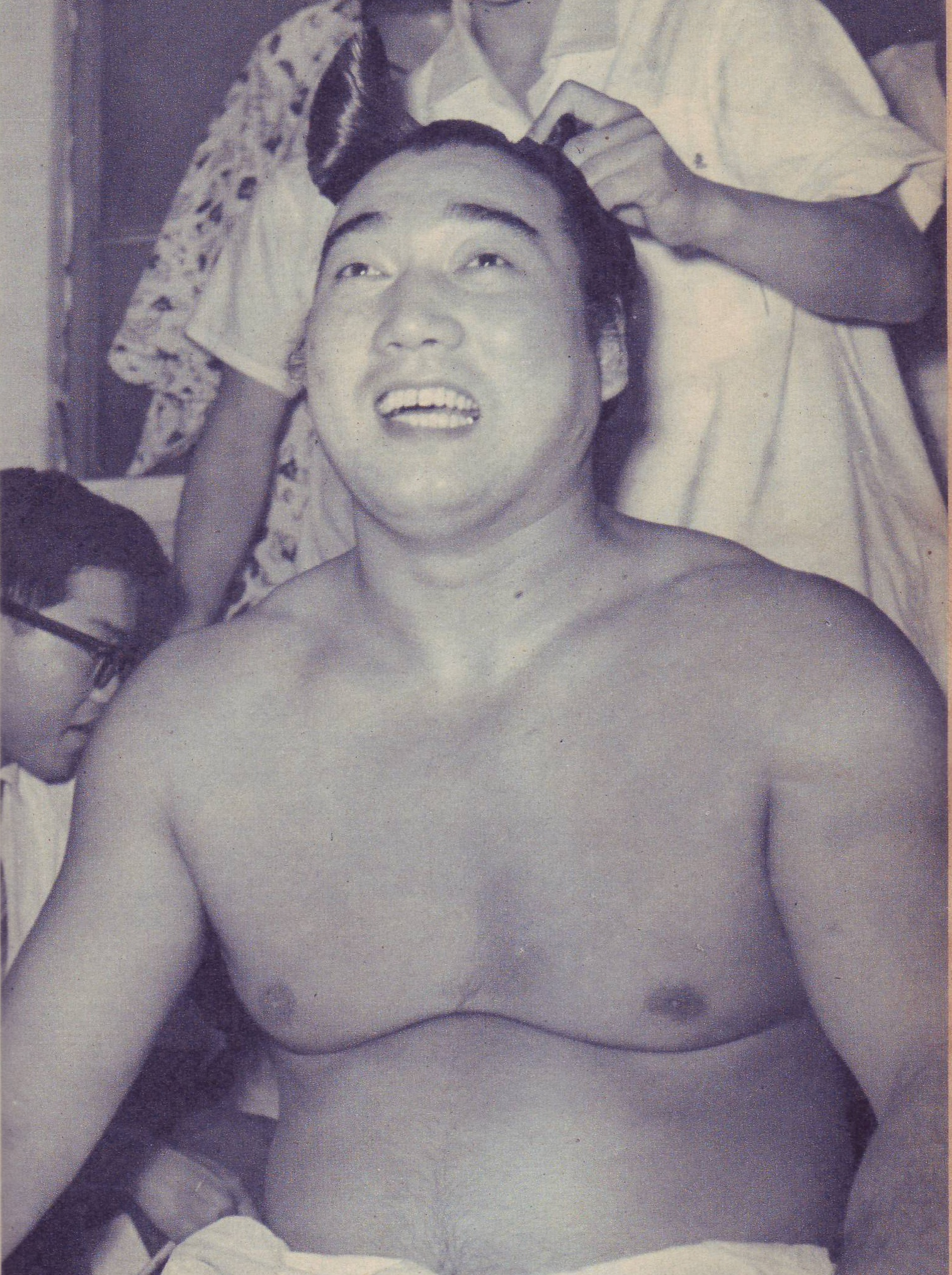

柏戶剛（日语：／ Kashiwado Tsuyoshi，1938年11月29日—1996年12月8日），本名富樫剛，日本山形縣東田川郡山添村（現在鶴岡市）出身的前大相撲力士。第47代横綱。身高1.88米，重148公斤，所屬的相撲部屋是伊勢之海部屋。

## 生涯

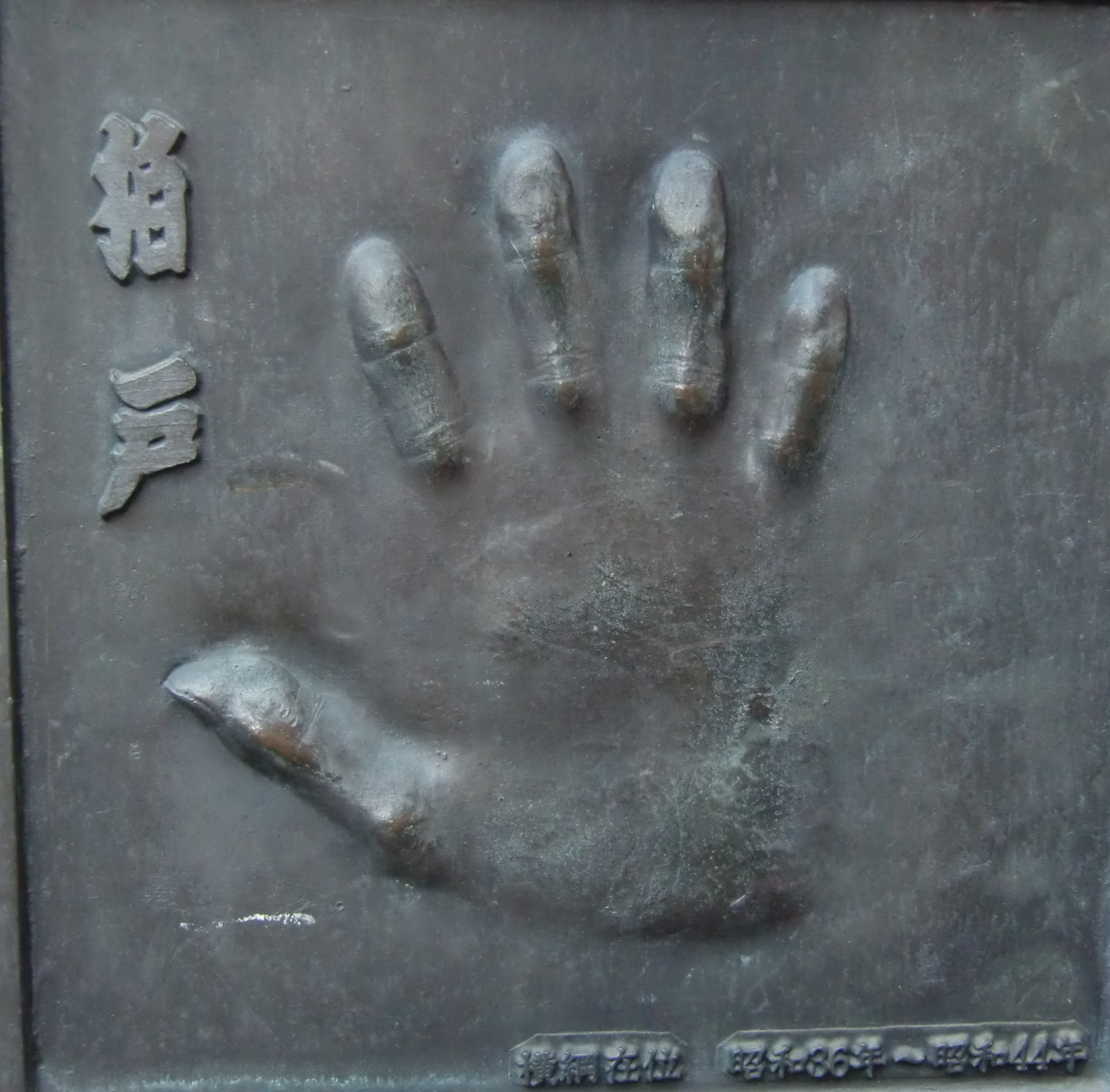

富樫剛1938年生於山形縣鶴岡市一個果農家庭，是家中次子，小學時開始學習相撲。
他於1954年9月開始專業相撲生涯，為伊勢之海部屋比賽。在1958年9月到達幕內級別後，他的排名迅速上升。在他的第四次季賽中，把四股名改為柏戶，他以13-2的戰績獲得了準優勝，並獲敢鬥賞和技能賞。他於1959年11月成為三役級選手，並於1960年9月晉升為大關，並於1961年1月獲得了他的第一次幕內優勝。在那年9月參加優勝決定戰得到冠軍後，他晉升為橫綱。
柏戶在成為橫綱後得到5次優勝，遠遠落後於他的競爭對手大鵬幸喜所獲得的三十二個優勝，後者與他同時晉升為橫綱。然而，他在不少於十五次的比賽中獲得了亞軍。在他的職業生涯中，他遭受了許多傷病問題，導致他被稱為“玻璃橫綱”。他無法在1963年1月至7月期間連續完成四場比賽。然而，他在1963年9月取得了驚人的回歸，以一場完美的15勝0負的戰績贏得了他作為橫綱的第一個冠軍（並且總共獲得了第二個優勝）。他在相撲迷中很受歡迎，吸引了那些發現大鵬占主導地位的人。兩個人分享橫綱等級的八年被稱為柏鵬時代(蒙古橫綱白鵬翔的四股名來自他們2人)。

## 引退
柏戶在1969年7月退役後，他作為年寄留在相撲界，並於1970年11月成立了自己的鏡山部屋，他培養出的關脇多賀龍昇司在1984年9月場所獲得優勝。在1982年至1994年間出任審判部長。
晩年因腎病體質惡化，他於1996年因肝功能衰竭去世，享年58歲(他的老對手大鵬在病床旁陪伴)，後安葬於東京都台東區的谷中靈園，戒名「巌鏡院柏樹剛堅居士」。